# عصمت الحبروك
محمد عصمت عبد الحميد الحبروك (25 أغسطس 1933 - 10 يناير 2002)، هو شاعر غنائي مصري.

## حياته
ولد في مدينة دمنهور، عاش في مصر وروسيا ويوغسلافيا ورومانيا وتوفي في القاهرة.
حصل على شهادته الثانوية من مدرسة مصر الجديدة الثانوية العسكرية، مما أهله للالتحاق بالكلية الحربية، وتخرج فيها (1952).
عمل ضابطًا بسلاح المدرعات، وتدرج في وظائفه حتى مدير إدارة المكتبات بالقوات المسلحة، كما عمل بالتدريس في أكاديمية ناصر للعلوم العسكرية، وأحيل إلى التقاعد برتبة لواء 1982.كان عضوًا في اتحاد الكتاب، وجمعية المؤلفين والملحنين، وعضوًا مؤسسًا لقصر ثقافة مصر الجديدة.اشترك في حروب (1956)، و (1967)، و (1973).

## جوائز
- 1973:، حصل على وسام الجمهورية من الطبقة الثانية عند انتهاء خدمته.[3]

## من اشعاره
السمراء
فاتِنَتي سمـراءْ رائعة الأسماءْ
الحبُّ جناحـــاها يحْمِلني لو شاءْ
لربيعٍ أخضرْ
لعقيقٍ أحمر
مرتعشِ الأضواء
في شفة السَّمراء
فاتِنَتي
فاتِنَتي أغـــلى من كل الكلماتْ
وهواهـــا أحــلى من كل النسمات
البلبل الصداح
لك أنت أيها البلبل الصداح
بلبلي الصداح.. راح
وانطوى منه الجناح
ومضى البدر الذي ضاء لياليّ الملاح
كان نوراً
كان أنساً
كان لهواً ومراح
يا ليالي الحب هل عُدْتِ إلى غير صباح؟!

## تعاوناته مع المطربين
غنى له العديد من الفنانين، ومن أبرزهم ليلى مراد بأغنية «نور عيوني» وكذلك وردة الجزائرية بأغنية «ولو انك ياحبيبي بعيد»، فايدة كامل بأغنية «السعد ميعاد»، أيضا الفنانة شريفة فاضل بأغنية «3 دقايق».
محمد قنديل في عدة أغاني «غنوة أمل، خطوة وبركة، زي القدر، نزلوا الجنود»، محرم فؤاد بأغنية«الله الله عالحرية»، محمد رشدي بأغنية«البدر ليلة تمامه في السما الليلة» من مسلسل شلة الأنس بالإضافة إلى «مادام حبيبي ولا سامع ولا معنا».
وقد رثى أم كلثوم بقصيدة «لا وداع» والتي غناها الفنان السعودي محمد عبده.

## وصلات خارجية
- عصمت الحبروك على موقع قاعدة بيانات الأفلام العربية
- عصمت الحبروك على موقع ديسكوغز (الإنجليزية)